# Yellowjackets (série de televisão)
Yellowjackets é uma série de televisão produzida pela emissora Showtime e criada por Ashley Lyle e Bart Nickerson. É estrelada por Sophie Nélisse, Jasmin Savoy Brown, Sophie Thatcher, Sammi Hanratty, Melanie Lynskey, Tawny Cypress, Christina Ricci e Juliette Lewis. A série conta a história de um grupo de adolescentes que passaram por um acidente aéreo em 1996 e a vida deles no ano de 2021.

## Elenco

### Principal
- Melanie Lynskey e Sophie Nélisse como Shauna Shipman. Lynskey interpreta a versão adulta e Nélisse retrata a versão adolescente.
- Tawny Cypress e Jasmin Savoy Brown como Taissa Turner. Cypress interpreta a versão adulta e Brown retrata a versão adolescente.
- Ella Purnell como Jackie Taylor.
- Juliette Lewis e Sophie Thatcher como Natalie Scatorccio. Lewis interpreta a versão adulta e Thatcher retrata a versão adolescente.
- Christina Ricci e Sammi Hanratty como Misty Quigley. Ricci interpreta a versão adulta e Hanratty retrata a versão adolescente.
- Steven Krueger como Ben Scott
- Warren Kole e Jack Depew como Jeff Sadecki. Kole interpreta a versão adulta e Depew retrata a versão adolescente.

### Recorrente
- Courtney Eaton como Lottie
- Liv Hewson como Vanessa Palmer
- Keeya King como Akilah
- Kevin Alves como Travis
- Jane Widdop como Laura Lee
- Alexa Barajas como Mari
- Carlos Sanz como Coach Martinez
- Rekha Sharma como Jessica Roberts
- Sarah Desjardins como Callie
- Rukiya Bernard como Simone
- Pearl Amanda Dickson como Allie
- Amy Okuda como Cat Wheeler
- Briana Venskus como Jessica Cruz
- Peter Gadiot como Adam
- Alex Wyndham como Kevyn

## Recepção
No Rotten Tomatoes, a série detém um índice de 100% de aprovação com base em 24 críticas, com uma nota média de 7,9/10. O consenso crítico do site diz: "Uma mistura de gênero que se mescla perfeitamente, Yellowjackets apresenta um mistério absorvente com bastante estímulo". O Metacritic, que usa uma média ponderada, atribuiu à série uma pontuação de 77 em 100 com base em 21 avaliações, indicando "críticas geralmente favoráveis".